# مارغريت ميرفي (كاتبة)
مارغريت ميرفي (بالإنجليزية: Margaret Murphy)‏ هي كاتِبة بريطانية، ولدت في 14 أبريل 1959.

## وصلات خارجية
- مارغريت ميرفي على موقع ميوزك برينز (الإنجليزية)